# Кидрич, Борис
Борис Кидрич (словен. Boris Kidrič; 27 апреля 1912, Вена, Австро-Венгрия — 11 апреля 1953, Белград, СФРЮ) — югославский словенский политический деятель. Участник Народно-освободительной войны Югославии, Председатель Экономического совета при Правительстве ФНРЮ и член Секретариата Исполнительного комитета ЦК, генерал-лейтенант ЮНА

## Биография
Родился в семье профессора Франка Кидрича (1880—1950), известного словенского деятеля культуры и историка литературы. Поступил в среднюю школу в Любляне, а затем углублённо изучал химию в Любляне и Праге.
В раннем возрасте присоединился к молодёжному рабочему движению. В 1928 году вступил в молодёжную коммунистическую организацию, а позже в том же году стал членом Коммунистической партии. В ноябре 1929 года был арестован за свои коммунистические убеждения и приговорён к одному году лишения свободы, наказание отбывал в тюрьме в Мариборе.
После своего освобождения из тюрьмы в 1931 году стал студентом (химический факультет) и вместе с Эдвардом Карделем и другими словенскими коммунистами восстановил работу провинциального комитета Коммунистической партии Югославии в Словении и работал на восстановлении партийных организаций, которые были разбиты в первые годы диктатуры короля Александра I. В 1932 году они смогли восстановить партийную организацию в большинстве городов и промышленных объектов в Словении, также Кидрич участвовал в издании партийных газет и журналов.
В середине сентября 1934 года участвовал в четвёртой региональной конференции Коммунистической партии Югославии в Словении, на которой познакомился с Иосипом Броз Тито.
В декабре 1934 года участвовал делегатом от Словении в Национальной конференции Коммунистической партии Югославии, состоявшейся в городе Любляне, где был избран кандидатом в члены Центрального Комитета Коммунистической партии Югославии.
В начале 1935 года по инициативе Иосипа Броз Тито, был выдвинут на пост секретаря временного руководства Коммунистической молодёжи Югославии, но был вновь арестован до середины мая того же года. Затем переведён из Любляны в Загреб.
В середине июля 1935 был избран секретарём ЦК комсомола.
Как секретарь ЦК комсомола возглавлял югославскую делегацию на VI съезде в Коммунистический интернационал молодёжи, который состоялся в конце сентября и в октябре 1935 года в Москве. Оттуда по поручению ЦК в ноябре 1935 отправился в Вену, где принял участие в работе ЦК, и в частности, на исполнение решений Шестого конгресса Коммунистического Интернационала молодёжи. В Вене, работал над диссертацией и рядом других документов, в которых были представлены новые идеи по реорганизации Союза коммунистической молодёжи Югославии.
В середине июня 1936 года, был арестован вместе с группой видных югославских коммунистов в Вене, год провёл в заключении, а затем был выслан в Чехословакию. Какое-то время он жил в Праге, а осенью 1937 года переехал в Париж где был центр ЦK КПЮ.

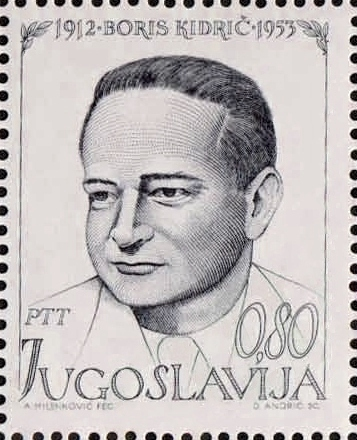
Борис Кидрич на почтовой марке Югославии. 1973 г.

После начала Второй мировой войны, осенью 1939 года, вернулся в Королевство Югославия. Сразу же по прибытии он был арестован и провёл четыре месяца в заключении, затем его отпустили. Работал над укреплением Коммунистической партии Словении и в 1940 году был одним из организаторов «Ассоциации дружбы Советского Союза».
В октябре 1940 года участвовал в пятой Национальной конференции Коммунистической партии Югославии в Загребе и был избран членом Центрального Комитета Коммунистической партии Югославии.
Сразу же после оккупации Югославии, был одним из главных инициаторов и организаторов Учредительного собрания фронта освобождения Словении, состоявшемся 27 Апрель 1941. лет, на котором он был избран политическим секретарём Исполнительного совета фронта освобождения. Являлся одним из организаторов народно-освободительной борьбы в Словении.
В июне 1941 года был избран комиссаром Генерального штаба отряда Словенский национально-освободительного движения и оставался в этой должности до конца войны.
В мае 1945 года стал первым премьер-министром Словении.
15 октября 1945 года, за выдающиеся заслуги в борьбе с фашизмом был награждён советским полководческим орденом Кутузова I степени.
С июня 1946 года — министр промышленности в правительстве СФРЮ, затем был президентом Комиссии по планированию или Экономического совета при Правительстве СФРЮ. Был избран членом Парламентской Ассамблеи Народной Республики Словении и СФРЮ Ассамблея и членом Президиума Федерального комитета Социалистического союза трудового народа Югославии.
На пятом съезде Коммунистической партии Югославии, состоявшемся в июне 1948 года в Белграде, был избран членом Политбюро Центрального Комитета Коммунистической партии Югославии, а на шестом съезде коммунистов Югославии, состоявшемся в ноябре 1952 в Загребе, был избран членом Исполнительного бюро ЦК КПЮ и членом Секретариата Исполнительного бюро ЦК КПЮ.
11 апреля 1953 года умер от лейкемии. Был похоронен в могиле национального героя, которая находится в парке за зданием Национального Собрания Словении в центре Любляны.

## Труды
1. Характер товарных отношений в ФНРЮ, 1949
2. Тезисы об экономике переходного периода в нашей стране, 1950